# Fonda del Comerç
La Fonda del Comerç és una obra de Sant Cugat del Vallès (Vallès Occidental) protegida com a Bé Cultural d'Interès Local.

## Descripció
Casa de planta baixa i dos pisos amb façana desproporcionada en tenir la planta baixa i primera una alçada molt més petita que la segona.
La volumetria actual deriva de la modificació radical d'un antic casalot, al qual s'addicionà un pis intermedi (el primer pis) per a habitacions dels hosters de la fonda.
Una altra reforma important fou la remuntada de la teulada, a fi de donar alçada a la sala del teatre, això va permetre emfatitzar més la monumentalitat de la segona planta formant un balcó corregut tot fent més alts els elements d'estil com les impostes i els frontons, en aquesta reforma es va realitzar el fris superior per contenir el rètol de la cerveseria.
La balustrada superior es rematava amb el rètol de la fonda i un rellotge de sol amb ornamentació barroca. Actualment falta la balustrada superior, el rellotge de sol i els relleus que emfatitzaven les obertures de la planta segona.

## Història
L'edifici havia estat seu de la Fonda Comerç i del teatre Clavé fins a finals del segle xix. Des de l'any 1910 fins al 1933 fou la casa de la vila juntament amb l'escola de nenes i l'estanc de la família San als baixos. Pere San Mestres, de renom, "el noi de l'estanc", fou trobat mort d'un tret, al revolt de la paella de la Rabassada, just a l'inici de la Guerra Cívil. En acabar la guerra, els venedors varen donar el seu nom a la plaça que en l'etapa de la dictadura de Primo de Rivera, es deia plaça Major i en l'etapa de la Restauració i de la República es deia plaça de la Constitució. Després de la Guerra Civil, fou dipòsit de racionament i seu de l'"Auxilio Social".
L'"estanc" fou el nom amb el qual es coneixia aquesta casa.